# TSV Vestenbergsgreuth
TSV Vestenbergsgreuth is een sportclub uit de Beierse stad Vestenbergsgreuth. De club is actief in voetbal, tennis en turnen.

## Geschiedenis
TSV Vestenbergsgreuth werd in 1974 opgericht door enkele dorpelingen die niet langer bij clubs in de omgeving aangesloten wilden zijn. De club uit het piepkleine dorpje werd al snel een van de succesvollere amateurclubs uit Beieren. Zes jaar na de oprichting had de club zich opgewerkt van de laagste klasse naar de Landesliga, toen de vierde klasse. In 1987 promoveerde de club zelfs naar de Bayernliga, de hoogste amateurklasse in Duitsland. De club mocht ook aantreden in de eerste ronde van de DFB-Pokal en verloor daar met 0:4 van tweedeklasser SV Darmstadt 98. In het eerste seizoen werd de club vicekampioen achter SpVgg Unterhaching. Hierdoor plaatste de club zich voor de eindronde om het Duits amateurkampioenschap, waar ze in de halve finale verloren van VfB Oldenburg. De volgende jaren werd de club derde en vierde en na een middelmatig seizoen werd de club in 1992 opnieuw vicekampioen achter Unterhaching. In de amateureindronde verloor de club al snel van SpVgg Bad Homburg. In 1994 werd de club achtste en plaatste zich zo voor de nieuw ingevoerde Regionalliga, die nu als derde klasse ging fungeren.
De club plaatste zich een tweede keer voor de DFB-Pokal en trof op 14 augustus 1994 de toenmalige Duitse kampioen FC Bayern München. Omdat het stadion te klein was om deze reus te ontvangen werd uitgeweken naar het stadion van 1. FC Nürnberg. De club won met 1:0 en versloeg München.
In de tweede ronde versloegen ze FC Homburg met 5:1, in de achtste finale werden ze verslagen in de penaltyreeks door VfL Wolfsburg.
Helmut Hack, die de club al jaren financieel ondersteunde wilde een club hebben die lange tijd op hoog niveau zou kunnen voetballen en zocht daarom toenadering tot SpVgg Fürth. Deze club beleefde hoogdagen in het begin van het Duitse voetbal, maar had sinds de invoering van de Bundesliga niet meer op het hoogste niveau gespeeld. Op 24 oktober 1995 fuseerden beide clubs en om de naam van Vestenbergsgreuth te herinneren werd de nieuwe naam SpVgg Greuther Fürth.
TSV bleef wel nog verder bestaan met jeugdelftallen. In 2007 werd besloten ook weer met een eerste elftal te beginnen. Het doel is niet om terug met vroegere successen aan te knopen maar om attractief voetbal te brengen voor de regio met plaatselijke spelers.